# Phacaceae
A Phacaceae (ICN; ICZN szerinti név: Phacidae) az ostoros moszatok (Euglenozoa) Euglenales csoportjának kládja.

## Történet
A Phacaceae típusfaja a Phacus longicauda, ezt Christian Gottfried Ehrenberg írta le 1830-ban, de csak Félix Dujardin különítette el 1841-ben Nitzschre hivatkozva a Histoire naturelle des Zoophytes, Infusoires-ban olyan formai különbségek alapján, mint például a pirenoid hiánya vagy a merev lapos levél alak.
A kládot Kim  et al. írták le 2010-ben.
2021-ben írták le Łukomska-Kowalczyk  et al. a Flexiglena nemzetséget, amelybe a korábbi Euglena variabilist helyezték át Flexiglena variabilis néven, emellett a Leopcinclis nemzetségből 3, az Euglenából 1 fajt a Discoplastis nemzetségbe helyeztek át.

## Genetika
A Phacus orbiicularis a klád első faja, melynek ptDNS-ét szekvenálták. Ennek hossza 66 418 bp, vagyis mintegy 10%-kal kisebb, mint az Euglenaceae kládé, míg GC-tartalma az Euglenaceae kládban látotthoz hasonló: az Euglena gracilis ptDNS-e GC-tartalma 24,2%.

## Filogenetika
A Phacaceae nemzetségei többek közt a Phacus, Lepocinclis, Discoplastis és a Flexiglena. A Discoplastis viszonylag bazális nemzetség.
4 fő kládja van, ezek a bazális A és a kevésbé bazális B, C és D kládok. Az A klád a Discoplastisból áll, a B klád a Flexiglena variabilisnek, a C és D kládok pedig a Lepocinclis, illetve Phacus nemzetségeknek felelnek meg.

## Morfológia
Fajai egyostorú egysejtűek, de vannak palmelloid szakaszai. Több pirenoid nélküli kis, lemezes kloroplasztisza és nagy paramilonszemcséje van. A sejtmembránon túl nem ismert védekezési célú sejtburka.

## Életciklus
Életciklusa egysejtű és palmelloid kolóniás szakasza van, cisztája nem ismert.